# Hardbloem
Hardbloem (Scleranthus) is een geslacht van planten dat behoort tot de anjerfamilie.
Soorten en ondersoorten zijn eenjarige-, tweejarige of overblijvende planten. Ze hebben een dunne penwortel. De ronde stengel vertakt zich en staat rechtop of kruipt. De tegenover elkaar staande bladeren zijn ongesteeld en aan de basis vergroeid. De eennervige bladschijf is priemvormig tot liniaalvormig en heeft een spitse of stompe top. Het chromosomaal grondtal is x = 11.
De eindstandige of zijstaande bloeiwijze is los- of dichtbloemig, sympodiaal vertakt en bestaat uit vele perigyne bloemen. Perigyn wil zeggen dat het vruchtbeginsel bovenstandig is en de bloembodem een soort bloembeker (hypanthium) vormt. De tegenover elkaar staande schutbladen zijn paarsgewijs met elkaar vergroeid. Soms is er een korte bloemsteel. 
De tweeslachtige, vijftallige bloemen zijn radiaalsymmetrisch en hebben een dubbel bloembekleedsel. De bloembeker is kruikvormig en verbreedt zich aan de basis. De vijf vrije, groene tot groenachtige, lancet- tot priemvormige kelkbladen zijn 1,5-4 mm lang. Ze hebben een witte rand en een spitse tot stompe top. De kroonbladen ontbreken. De twee tot tien vrije meeldraden staan ingeplant aan de rand van de bloembeker. De meeldraden kunnen allemaal fertiel zijn of vijf tot acht zijn omgevormd tot staminodiën. Aan de basis van de meeldraden zit een nectar producerende discus. Twee vruchtbladen zijn tot een vruchtbeginsel vergroeid. De twee vrijstaande stempels zijn knopvormig. 
De eenzadige vrucht is een nootje, dat door een iets tot sterk gegroefde bloembeker, buisvormig wordt omsloten en tezamen een eivormig urntje (utriculum) vormt, dat bij rijpheid gesloten blijft. Het nootje is geel en rond.
- Eenjarige hardbloem
- Bloeiende plant van de overblijvende hardbloem
- Bloemen van de overblijvende hardbloem
- Links onder: Omsloten vrucht van de kleine hardbloem

Op de Nederlandstalige Wikipedia worden de volgende soorten beschreven:

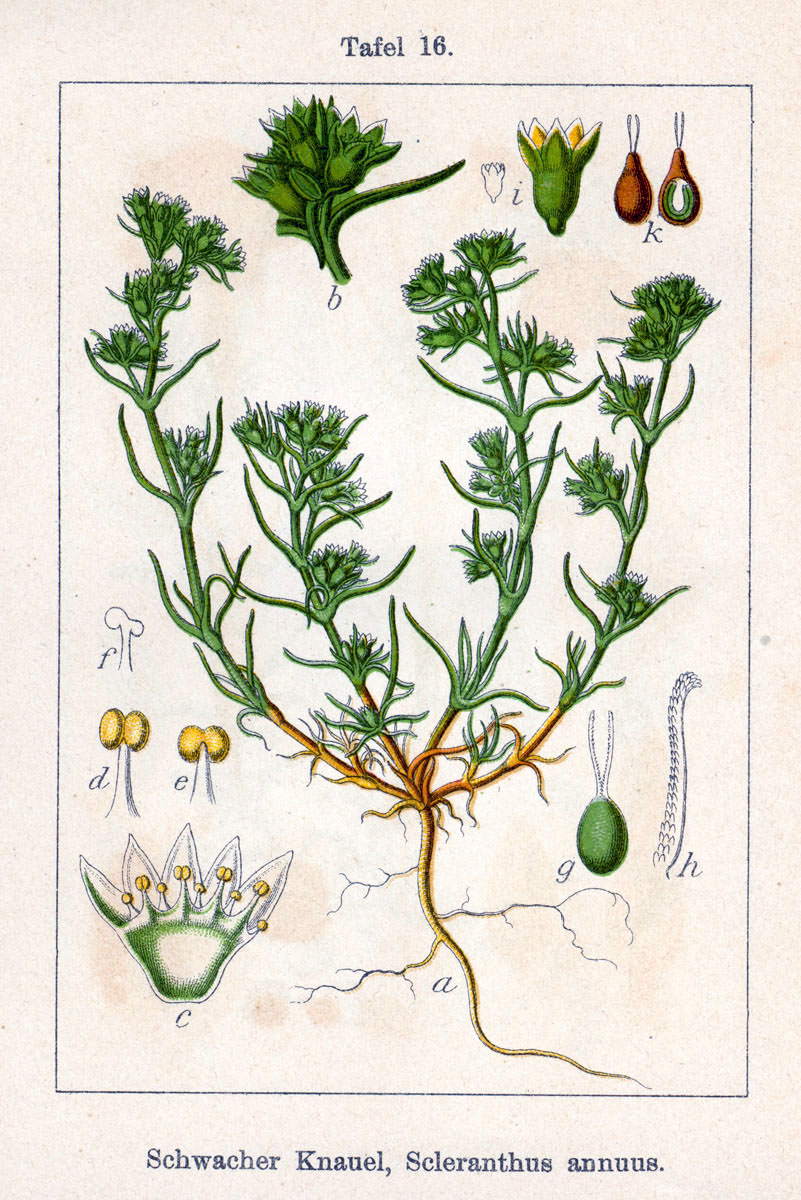
Eenjarige hardbloem
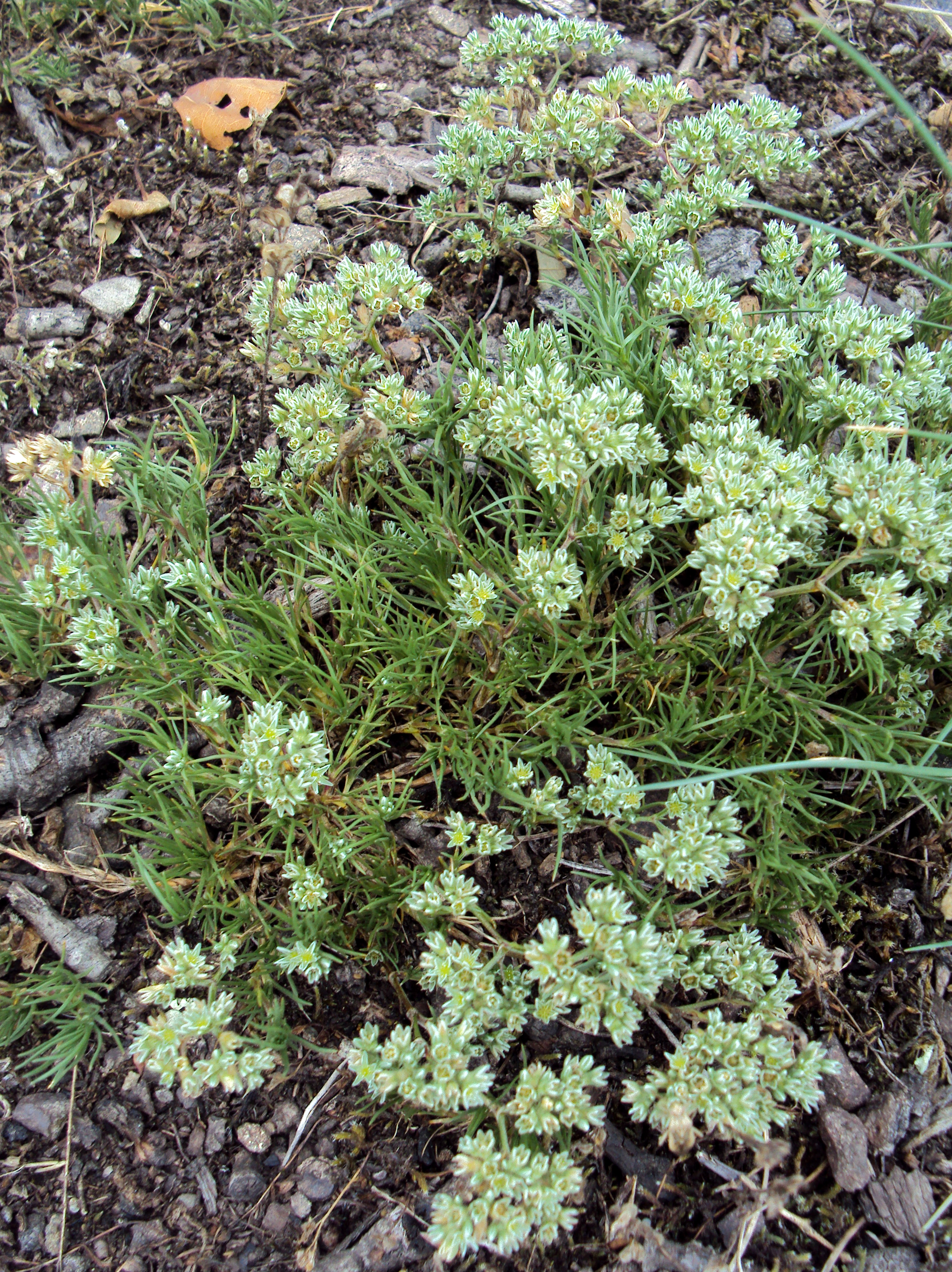
Bloeiende plant van de overblijvende hardbloem
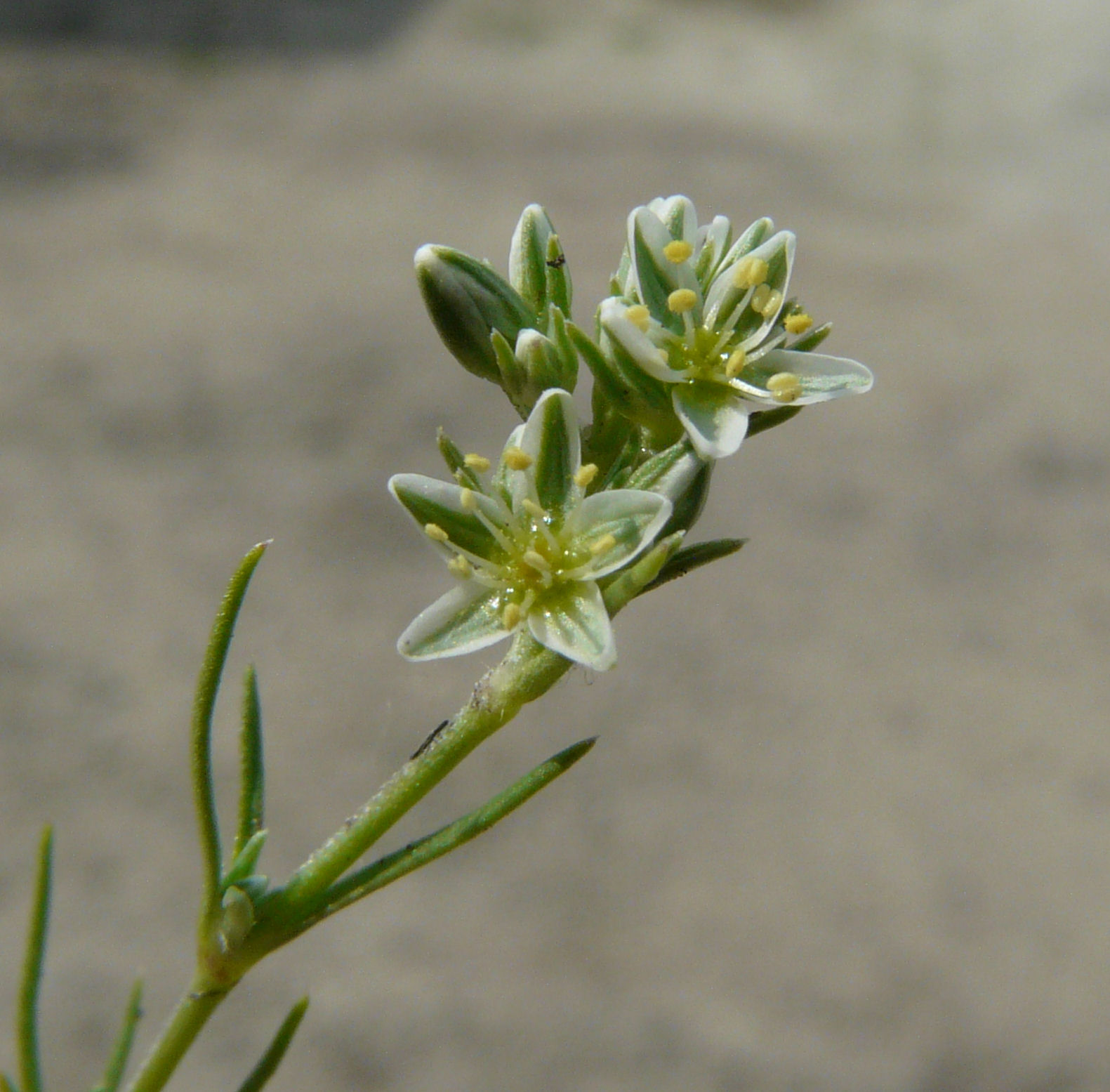
Bloemen van de overblijvende hardbloem
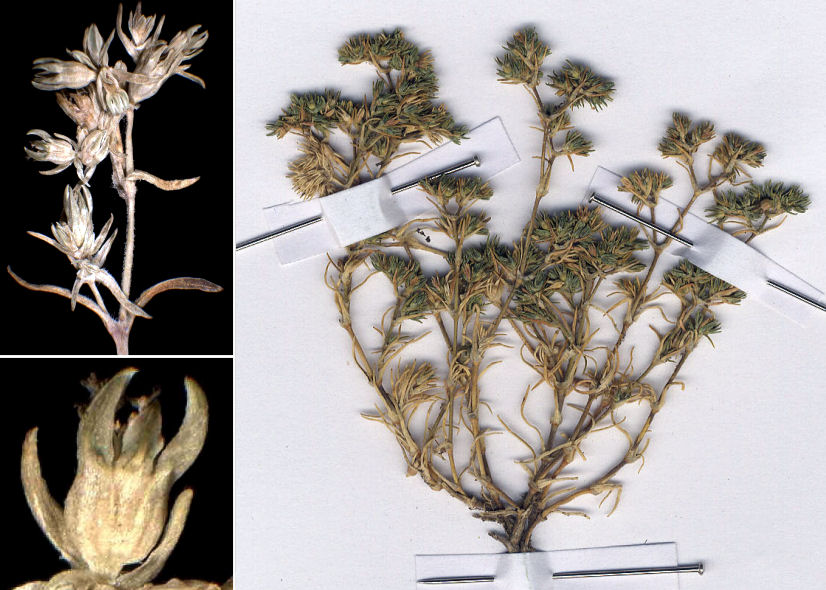
Links onder: Omsloten vrucht van de kleine hardbloem

- Kleine hardbloem
- Overblijvende hardbloem

... · 
Agrostemma · 
Arenaria (Zandmuur) · 
Cerastium (Hoornbloem) · 
Colobanthus · 
Corrigiola · 
Dianthus (Anjer) · 
Gypsophila (Gipskruid) · 
Herniaria (Breukkruid) · 
Holosteum · 
Honckenya · 
Illecebrum · 
Lychnis (Koekoeksbloem) · 
Minuartia (Veldmuur) · 
Moehringia · 
Moenchia · 
Myosoton · 
Petrorhagia (Mantelanjer) · 
Polycarpon · 
Sagina (Vetmuur) · 
Saponaria · 
Scleranthus (Hardbloem) · 
Silene · 
Spergula (Spurrie) · 
Spergularia (Schijnspurrie) · 
Stellaria (Muur) · 
Vaccaria · 
...